# 강현 (희극인)
강현(1982년 12월 10일 ~ )은 대한민국의 개그맨이다.

## 생애
씨름선수 출신으로, 경호실장으로 일하던 중 친구의 권유로 2005 개그 콘테스트에 참가, 입상하며 당해에 SBS 8기로 개그계에 입문한다. 씨름선수 출신답게 우락부락한 덩치와 빡빡 깎은 머리로 인해 인상이 매우 위협적인데, 이를 이용해서 정말 무서운 조폭 역할로 출연하거나 아니면 내면은 영 딴 판인 역할로 출연했다. 딸부잣집에서는 그 덩치와 외모를 가지고 막내딸 루루로 출연했고, 비호왕자에서는 자신이 깜찍한 줄 아는 비호(감)왕자로 출연했다. 두 코너 모두 츳코미 역할인 김태현이나 최성민에게 거하게 비판를 당했다. 동기들이 타 방송사 공개 코미디 프로그램으로 옮기거나 아니면 다른 분야로 전업한 가운데, 강현은 꾸준히 웃찾사에 출연했다. 여전히 그 외모에 맞지 않는 깜찍하고 발랄한 캐릭터성은 마찬가지. 꾸준히 출연한 덕분에 웃찾사와 런닝맨이 콜라보할 때는 강현도 출연했다. 웃찾사가 종영한 지금은 행사를 돌거나 아프리카TV와 팬더티비, 유튜브 같은 인터넷 방송에 출연 중인 듯 하다. 현재까지도 경호원 시절 무술 실력을 구사할 줄 안다고 한다. 방송에 출연하지 않는 동안 온갖 고생을 한 탓에 현재는 과거에 비해서 꽤 슬림해졌다. 선배 김형인의 유튜브 채널 내플렉스에 출연해서 밝히기로는, 간암 1기로 투병하였다가 현재는 간암 4기로 투병중이며, 하반신이 마비되었다고 한다.

## 출연 작품
- 개그투나잇 (SBS)
- 웃음을 찾는 사람들 (SBS)
  - 〈호찬아〉
  - 〈시져 VS 시저〉
  - 〈연변 신세계〉

## 같이 보기
- 김형인